# Nacer Chadli
Nacer Chadli (àrab: ناصر الشاذلي; nascut el 2 d'agost de 1989) és un jugador de futbol belga d'ascendència marroquina.
Durant la seva carrera ha jugat a clubs com el FC Twente, Tottenham Hotspur FC i West Bromwich Albion FC de la Premier League, així com a les seleccions del Marroc i a la selecció belga.